# 巴利讷
巴利讷（法語：Bâlines，法語發音：[balin]）是法国厄尔省的一个市镇，属于埃夫勒区。

## 地理
巴利讷（48°44'34"N, 0°58'37"E）面积3.73 平方千米，位于法国诺曼底大区厄尔省，该省份为法国北部内陆省份，北起滨海塞纳省，西接奧恩省和卡爾瓦多斯省，南至厄尔-卢瓦省，东临瓦兹省、瓦兹河谷省和伊夫林省。
与巴利讷接壤的市镇（或旧市镇、城区）包括：库尔泰耶、皮瑟。

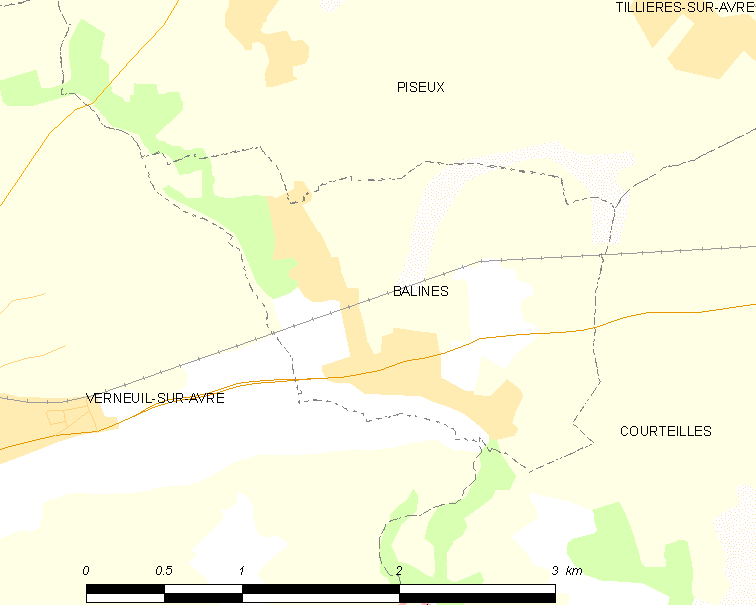
巴利讷的OSM定位图

巴利讷的时区为UTC+01:00、UTC+02:00（夏令时）。

## 行政
巴利讷的邮政编码为27130，INSEE市镇编码为27036。

## 政治
巴利讷所属的省级选区为阿夫尔河和伊通河畔韦尔讷伊县。

## 人口

1962-2008年间巴利讷人口变化图示

巴利讷于2022年1月1日时的人口数量为545人。